# Coppa del mondo di ciclismo su pista 2008-2009
La Coppa del mondo di ciclismo su pista 2008–2009, diciassettesima edizione della competizione, si svolse in cinque prove tra il 31 ottobre 2008 e il 15 febbraio 2009.

## Classifica per nazioni
| Pos. | Paese/Squadra | Man | Mel | Cal | Pec | Cop | Punti |
| ---- | ------------- | --- | --- | --- | --- | --- | ----- |
| 1    | Germania      | 92  | 56  | 62  | 52  | 74  | 336   |
| 2    | Paesi Bassi   | 41  | 60  | 17  | 72  | 99  | 289   |
| 3    | Regno Unito   | 133 | 36  | 15  | 32  | 57  | 273   |
| 4    | Francia       | 24  | 25  | 65  | 64  | 71  | 249   |
| 5    | Spagna        | 49  | 66  | 78  | 17  | 31  | 241   |
| 6    | Cina          | 41  | 38  | 23  | 108 | 31  | 241   |
| 7    | Team Toshiba  | 12  | 98  | 38  | 29  | 35  | 212   |
| 8    | Russia        | 45  | 55  | 51  | 37  | 11  | 199   |
| 9    | Ucraina       | 51  | 67  | 22  | 30  | 24  | 194   |
| 10   | Cofidis       | 25  | 26  | 51  | 26  | 44  | 172   |

## Specialità

### Keirin
| Data              | Luogo             | Vincitore         | Vincitrice         |
| ----------------- | ----------------- | ----------------- | ------------------ |
| 1/2 novembre      | Manchester        | François Pervis   | Victoria Pendleton |
| 21/22 novembre    | Melbourne         | Azizulhasni Awang | Willy Kanis        |
| 13/14 dicembre    | Cali              | Leonardo Narváez  | Simona Krupeckaitė |
| 17/18 gennaio     | Pechino           | Azizulhasni Awang | Simona Krupeckaitė |
| 14/15 febbraio    | Copenaghen        | Kévin Sireau      | Clara Sanchez      |
| Classifica finale | Classifica finale | Azizulhasni Awang | Willy Kanis        |

### Cronometro
| Data              | Luogo             | Vincitore Km      | Vincitrice 500m    |
| ----------------- | ----------------- | ----------------- | ------------------ |
| 31-10/1-11        | Manchester        | David Daniell     | Victoria Pendleton |
| 20/21 novembre    | Melbourne         | Michaël D'Almeida | Willy Kanis        |
| 12/13 dicembre    | Cali              | Stefan Nimke      | Simona Krupeckaitė |
| 16/17 gennaio     | Pechino           | Mohd Rizal Tisin  | Simona Krupeckaitė |
| 13/14 febbraio    | Copenaghen        | Taylor Phinney    | Lisandra Guerra    |
| Classifica finale | Classifica finale | Jevhen Bolibruch  | Gong Jinjie        |

### Velocità
| Data              | Luogo             | Vincitore     | Vincitrice         |
| ----------------- | ----------------- | ------------- | ------------------ |
| 2-11/31-10        | Manchester        | Jason Kenny   | Victoria Pendleton |
| 22/20 novembre    | Melbourne         | Shane Perkins | Ljubov Šulika      |
| 14/12 dicembre    | Cali              | Kévin Sireau  | Simona Krupeckaitė |
| 18/16 gennaio     | Pechino           | Grégory Baugé | Simona Krupeckaitė |
| 15/13 febbraio    | Copenaghen        | Grégory Baugé | Victoria Pendleton |
| Classifica finale | Classifica finale | Shane Perkins | Ljubov Šulika      |

### Velocità a squadre
| Data              | Luogo             | Vincitore                                                 | Vincitrice                               |
| ----------------- | ----------------- | --------------------------------------------------------- | ---------------------------------------- |
| 31-10/2-11        | Manchester        | Team Sky +HD Ross Edgar Jason Kenny Jamie Staff           | Gran Bretagna Anna Blyth Jessica Varnish |
| 20/22 novembre    | Melbourne         | Team Toshiba Daniel Ellis Jason Niblett Scott Sunderland  | Paesi Bassi Yvonne Hijgenaar Willy Kanis |
| 12/14 dicembre    | Cali              | Germania Carsten Bergemann Robert Förstemann Stefan Nimke | Francia Sandie Clair Clara Sanchez       |
| 16/18 gennaio     | Pechino           | Cofidis Mickaël Bourgain François Pervis Kévin Sireau     | Paesi Bassi Yvonne Hijgenaar Willy Kanis |
| 13/15 febbraio    | Copenaghen        | Team Sky +HD Chris Hoy Jason Kenny Jamie Staff            | Australia Kaarle McCulloch Anna Meares   |
| Classifica finale | Classifica finale | Cofidis                                                   | Germania                                 |

### Inseguimento individuale
| Data              | Luogo             | Vincitore      | Vincitrice        |
| ----------------- | ----------------- | -------------- | ----------------- |
| 31 ottobre        | Manchester        | Edward Clancy  | Wendy Houvenaghel |
| 20 novembre       | Melbourne         | Jack Bobridge  | Joanna Rowsell    |
| 12/11 dicembre    | Cali              | Sergi Escobar  | Vilija Sereikaitė |
| 16 gennaio        | Pechino           | Jesse Sergent  | Alison Shanks     |
| 13 febbraio       | Pechino           | Taylor Phinney | Ellen van Dijk    |
| Classifica finale | Classifica finale | Valerij Kajkov | Joanna Rowsell    |

### Inseguimento a squadre
| Data              | Luogo             | Vincitore                                                          | Vincitrice                                                        |
| ----------------- | ----------------- | ------------------------------------------------------------------ | ----------------------------------------------------------------- |
| 1/2 novembre      | Manchester        | Gran Bretagna Steven Burke Ed Clancy Robert Hayles Geraint Thomas  | Team 100% Me Elizabeth Armitstead Katie Colclough Joanna Rowsell  |
| 21/22 novembre    | Melbourne         | Australia Jack Bobridge Rohan Dennis Luke Durbridge Mark Jamieson  | Gran Bretagna Elizabeth Armitstead Katie Colclough Joanna Rowsell |
| 13/14 dicembre    | Cali              | Russia Artur Eršov Leonid Krasnov Valerij Kajkov Vladimir Ščekunov | Cuba Masague Domínguez Yumari González Dalila Rodríguez           |
| 17/18 gennaio     | Pechino           | Team Toshiba Rohan Dennis Leigh Howard Mark Jamieson Glenn O'Shea  | Nuova Zelanda Kaytee Boyd Lauren Ellis Alison Shanks              |
| 14/15 febbraio    | Copenaghen        | Gran Bretagna Steven Burke Ed Clancy Peter Kennaugh Chris Newton   | Team 100% Me Elizabeth Armitstead Katie Colclough Joanna Rowsell  |
| Classifica finale | Classifica finale | Spagna                                                             | Team 100% Me                                                      |

### Corsa a punti
| Data              | Luogo             | Vincitore      | Vincitrice           |
| ----------------- | ----------------- | -------------- | -------------------- |
| 31-10/1-11        | Manchester        | Chris Newton   | Elizabeth Armitstead |
| 20/21 novembre    | Melbourne         | Glenn O'Shea   | Evgenija Romanjuta   |
| 12/13 dicembre    | Cali              | Leonardo Duque | Giorgia Bronzini     |
| 16/17 gennaio     | Pechino           | Chris Newton   | Jarmila Machačová    |
| 13/14 febbraio    | Copenaghen        | Wong Kam Po    | Ellen van Dijk       |
| Classifica finale | Classifica finale | Chris Newton   | Giorgia Bronzini     |

### Scratch
| Data              | Luogo             | Vincitore      | Vincitrice           |
| ----------------- | ----------------- | -------------- | -------------------- |
| 1-11/31-10        | Manchester        | Wim Stroetinga | Elizabeth Armitstead |
| 21/20 novembre    | Melbourne         | Kwok Ho Ting   | Elizabeth Armitstead |
| 13/12 dicembre    | Cali              | Zachary Bell   | Annalisa Cucinotta   |
| 17/16 gennaio     | Pechino           | Hayden Godfrey | Evgenija Romanjuta   |
| 14/13 febbraio    | Copenaghen        | Kazuhiro Mori  | Elizabeth Armitstead |
| Classifica finale | Classifica finale | Tim Mertens    | Elizabeth Armitstead |

### Americana
| Data              | Luogo             | Vincitore                              |
| ----------------- | ----------------- | -------------------------------------- |
| 2 novembre        | Manchester        | Germania Olaf Pollack Roger Kluge      |
| 22 novembre       | Melbourne         | Spagna Unai Elorriaga David Muntaner   |
| 14 dicembre       | Cali              | Belgio Ingmar De Poortere Tim Mertens  |
| 18 gennaio        | Pechino           | Team Toshiba Leigh Howard Glenn O'Shea |
| 15 febbraio       | Copenaghen        | Germania Marcel Barth Robert Bartko    |
| Classifica finale | Classifica finale | Germania                               |